# 再生サイクル
熱機関の再生サイクル（さいせいサイクル、英: regenerative cycle）とは、熱機関から排出されて廃棄されていた熱を活用して、元のサイクルの加熱の一部を代行するサイクルのことである。またこのような操作を再生とよぶ。これにより外部より加える加熱量が減るので、熱効率が向上する。
スターリングサイクルやエリクソンサイクルでは、等積加熱・冷却または等圧加熱・冷却を再生でまかなえば、外部熱源との熱の出入りは等温加熱・冷却だけとなるので、カルノーサイクルに等価になる。現実の熱機関では、ボイラ・蒸気タービン（ランキンサイクル）やガスタービン（ブレイトンサイクル）で広く再生が行われている。

## 再生ランキンサイクル
ランキンサイクルの熱効率を上げるには、タービン入口の蒸気を高温高圧化するのが有効であるが、高圧になるにつれてその効果は鈍くなる。その原因は、ボイラへ給水される低温の水の加熱に多量の熱量が必要とされることにあり、高圧になればなるほど、その比率が増すからである。再生ランキンサイクルでは、この低温の水の加熱をサイクル内でまかなうことにより実質的に削除し、熱効率を大幅に向上させることができる。

### 1 段抽気再生サイクル

#### 再生サイクルの構成

図 1 再生ランキンサイクルの構成

図 1 のように、タービン膨張途中の蒸気 H1を一部取り出して(抽気)、給水加熱器 E1 に導いてボイラへ送る水(給水)に混合し、給水を加熱するのに使用する。
タービン流入蒸気量 1 kg に対する抽気量を m1 kg とすると、タービンの前半（高圧）部分には 1 kg の蒸気が流れ、後半（低圧）部分には (1 - m1) kg が流れる。タービン後半部分を出た湿り蒸気は、復水器で凝縮されて飽和水となり、ポンプにより給水加熱器へ送られて抽気と混合される。
抽気と給水を混合するためには、両者の圧力を等しくしなければならないので、給水ポンプを CPと P の 2 つに分けて、その間に給水加熱器 E1 を配置する。
給水加熱器に入る給水は復水ポンプ CP で加圧されているので、サブクール水（圧縮水）となっている。後述のようにポンプ仕事を無視できるので、このサブクール水の比エンタルピーはほぼ hC のままと考えてよい。給水加熱器 E1 では比エンタルピー hC のサブクール水 (1 - m1) kg と、H1 の抽気 m1 kg を混合して、h1 の飽和水 1 kg を作る。
こうなるように、抽気量 m1 を調整する。飽和水 h1 を給水ポンプ P でボイラ圧まで加圧してサブクール水としてボイラへ送る。
抽気により給水加熱器で加熱した分だけ、ボイラでの加熱量が少なくてすむ。同時に、タービンで取り出す仕事量も抽気した分だけ減少するが、
ボイラから低温での加熱を削除した効果の方が大きい。これは、ボイラで熱を加える水の温度範囲がより高温側にシフトしたことに対応しており、
熱力学第二法則(カルノーの定理)の当然の結果である。このことは、以下のように具体例で計算して評価するか、または T-s 線図上で考えれば、より分かりやすい。

#### 再生サイクルの基本計算
復水器圧力 0.005 MPa 、タービン入口蒸気条件 5 MPa, 500 ℃ のランキンサイクルを例に、再生サイクルの基礎となる計算法を以下に例示する。計算においては、蒸気配管での圧損やタービンでのまさつ損失等を無視し、可能な範囲で可逆変化として扱う。
|    | 圧力 p | 温度 T | かわき度 x | 比エンタルピー h | 比エントロピー s |
| -- | ------ | ------ | ---------- | ---------------- | ---------------- |
|    | MPa    | ℃      | ---        | kJ/kg            | kJ/(kg K)        |
| HT | 5.0    | 500.00 | (過熱蒸気) | 3433.661         | 6.97702          |
| H1 | 0.4163 | 163.40 | (過熱蒸気) | 2780.493         | 6.97702          |
| hC | 0.005  | 32.90  | 0.8208     | 2127.324         | 6.97702          |
| hC | 0.005  | 32.90  | 0          | 137.772          | 0.47626          |
| h1 | 0.4163 | 145.07 | 0          | 610.888          | 1.79125          |

元のランキンサイクルの復水器圧とタービン入口の蒸気条件が与えられているので、蒸気表や h-s 線図等を用いて、表 1 に示す蒸気条件の タービン入口 HT、復水器出口 hC の値が求まる。また、タービンで等エントロピー膨張するとして、h-s 線図よりタービン出口 hC の値が求まる。
次に、抽気圧力を決める。後述のようにいくつかの経験則があり、またタービンの構造上の制約もあるが、ここではタービン内のエンタルピー落差が等しくなるように H1 = ( HT + HC)/2 として、抽気圧 0.4163 MPa を求めた。
抽気圧が決まれば、h1 は抽気圧に対応する飽和水として値が求まる。復水ポンプ CP 出口、給水ポンプ出口の比エンタルピーは、それぞれのポンプ入口の値 hC、h1 に等しいので、表 1 には記載していない。
このサイクルの T-s 線図を図 2 に示す。

図 2 再生ランキンサイクルの T-s 線図

T-s 線図上には、圧力 5 MPa, 0.416 MPa、0.005 MPa の3 本の等圧線を黒の破線で示しているが、図の左方のサブクール水領域では等圧線は互いに極めて接近しており、この3本の等圧線は飽和水線にほぼ重なっている。復水器出口 hC は圧力 0.005 MPa の飽和水線上にあり、それを復水ポンプで圧力 0.4163 MPa に加圧するとサブクール水となるが、両者の温度差および比エンタルピー差は微小であり、図では重なっている。比エンタルピー差はポンプ仕事に相当するが、ポンプ仕事は、タービン仕事、ボイラ加熱量または復水器放熱量のいずれと比べても微小であるため、この説明ではすべてのポンプ仕事を無視している。
熱収支より
{\displaystyle m_{1}H_{1}+(1-m_{1})h_{C}=h_{1}}
となるので、抽気量 m1 は次式となる。
{\displaystyle m_{1}={\frac {h_{1}-h_{C}}{H_{1}-h_{C}}}={\frac {610.888-137.772}{2780.493-137.772}}=0.17903}
熱量および仕事の出入りは次式のようになる。
{\displaystyle {\begin{aligned}q_{B}&=H_{T}-h_{1}=3433.661-610.888=2822.773{\mbox{kJ/kg}}\\q_{C}&=(1-m_{1})(H_{C}-h_{C})=(1-0.17903)\times (2127.324-137.772)=1633.363{\mbox{kJ/kg}}\\w_{T}&=(H_{T}-H_{1})+(1-m_{1})(H_{1}-H_{C})\\&=(3433.661-2780.493)+(1-0.17903)\times (2780.493-2127.324)=1189.400{\mbox{kJ/kg}}\end{aligned}}}
したがって、再生ランキンサイクルの熱効率は
{\displaystyle \eta =1-{\frac {(1-m_{1})(H_{C}-h_{C})}{H_{T}-h_{1}}}=1-{\frac {(1-0.17903)\times (2127.324-137.772)}{3433.661-610.888}}=0.42136}
となる。
もし、再生を行わなければ、熱効率は
{\displaystyle \eta =1-{\frac {H_{C}-h_{C}}{H_{T}-h_{C}}}={\frac {H_{T}-H_{C}}{H_{T}-h_{C}}}={\frac {3433.661-2127.772}{3433.661-137.772}}=0.39622}
であるので、再生サイクルにすることにより 約 2.5 % 向上する。

#### T-s 線図による再生サイクルの表示
T-s 線図の面積は単位質量あたりの熱量または(熱量の差である)仕事を表している。図 2 の再生サイクルの T-s 線図では、タービン流入量 1 kg に対して、抽気点 H1 以降ではタービンと復水器の流量が (1 - m1) kg に減少する。したがって下記の補正を行えば、線図の面積でタービン流入量 1kg あたりの熱量または仕事を表すことができる。
- ボイラの加熱量は曲線 {\displaystyle {\overline {h_{1}H_{T}}}} の下方の面積で表される[注釈 4]。
- 線分{\displaystyle {\overline {H_{C}h_{C}}}} : 線分{\displaystyle {\overline {H_{C}a_{C}}}} = 1 : (1 - m1) となるように 点 aC を取れば、線分{\displaystyle {\overline {H_{C}a_{C}}}} の下方の面積が、タービン流入蒸気 1kg に対する復水器放熱量である。
- 線分{\displaystyle {\overline {h_{1}H_{1}}}} 上に b1 を取り、面積{\displaystyle {\overline {H_{1}H_{C}h_{C}h_{1}H_{1}}}} : 面積{\displaystyle {\overline {H_{1}H_{C}a_{C}b_{1}H_{1}}}} = 1 : (1 - m1) となるように 曲線 {\displaystyle {\overline {a_{C}b_{1}}}} を引けば、面積 {\displaystyle {\overline {H_{T}H_{1}H_{C}a_{C}b_{1}h_{1}H_{T}}}} がタービン流入量 1 kg あたりの全タービン仕事を表す。

図 2 に示す赤の破線がこの補正結果を表しており、補正後のサイクルは閉曲線 {\displaystyle {\overline {a_{C}b_{1}h_{1}H_{T}H_{1}H_{C}a_{C}}}}となる。面積 {\displaystyle {\overline {a_{C}h_{C}h_{1}b_{1}a_{c}}}} の部分を削除したことになり、無駄の多い低温での加熱部分を削除してカルノーサイクル(長方形)により近い形となっている。これが再生によりランキンサイクルの熱効率が向上する理由である。

### 給水加熱器の方式
給水加熱器には次の二つの方式がある。
混合形給水加熱器
抽気と給水を直接混合する方式であり、開放形とよばれることもある。この場合には、抽気と混合する給水をほぼ同じ圧力にする必要があるので、給水ポンプを二つの分け、1 段目の給水ポンプ(復水ポンプ)で抽気圧まで加圧したのち抽気と混合し、その後 2 段目の給水ポンプでボイラ圧まで加圧する。図 1 の例は、この方式である。大気圧より少し高い抽気段に対して用いられる脱気器は、復水に混入した非凝縮ガス(空気など)を除去する目的も兼ねているが、これも混合形給水加熱器の一種である。
表面形給水加熱器
抽気と給水の間で、伝熱管などを用いた非接触形熱交換器(表面式熱交換器)を介して熱交換する方式であり、密閉形ともよばれることもある。この場合は抽気と給水の圧力は等しくなくてもよいので、給水と抽気の温度の組み合わせをより最適に選ぶことができる。また、給水ポンプを分割する必要性もなくなるので、この点では経済的であるが、給水加熱器自体はコスト高となる。給水加熱器で凝縮して飽和水になった抽気は、絞り弁を通して減圧して湿り蒸気にし、次の低圧側(低温側)の給水加熱器の抽気に混ぜて用いるか、ポンプで加圧して給水主流に注入するか、または直接復水器へ送って復水に混合する。ポンプで給水主流に注入すれば、実質的に混合形と等価であり、復水器に混合すれば、復水器での負荷および損失となるので好ましくない。
実際の発電設備では、4～9段抽気程度の再生サイクルとなっている。
多段抽気再生サイクルでは、通常高圧側に表面形給水加熱器を用い、凝縮した抽気を減圧して低圧側の抽気に混ぜて熱回収し、もっとも低圧の段の給水加熱器を混合形として、すべての抽気をここで給水に混合する(後述の例を参照)のが一般的な方法である。

### 抽気点の決め方
再生サイクルにする際、抽気点(抽気圧)をどこに選ぶかによって熱効率が変わる。抽気圧を高くしてタービン入口圧に近づければ、ボイラ入口 h1 の温度を高くできるが、抽気量 m1 が大きくなりタービン仕事が減少する。
抽気圧を低くすれば、タービン仕事は大きくできるが、ボイラ入口温度を高くできず、ボイラの加熱量が増えて熱効率が低下する。どこかに最適の抽気点がある。
実際には、タービン構造上の制約により抽気点を自由に選べるわけではないが、熱効率を最大にする抽気点の選定方法として、次のような目安が知られている。
混合形給水加熱器を用いる場合
抽気点は、蒸気の等エントロピー膨張線上においてエンタルピー落差を等分割するように選定するか、あるいは各給水加熱器における給水のエンタルピー上昇を等しくすればよい。
表面形給水加熱器を用いる場合
高圧側の最初の抽気点の圧力(従って h1)が次式を満足するほかに、給水の各段におけるエンタルピー上昇を等しくする。
{\displaystyle h_{1}={\frac {(N+1)H_{T}-h_{C}}{N}}-{\frac {H_{T}-h_{C}}{N}}\left(1-{\frac {h_{1}-h_{C}}{N\alpha }}\right)^{-N}-\alpha }
ただし、記号は後記の図 5 のとおりであり、
また、{\displaystyle H_{k}-h_{k}\simeq \alpha ={\mbox{const.}}} と置いている。

### 混合形給水加熱器を用いた多段抽気再生サイクル
3段抽気サイクルの構成例を図 3 に示す。
復水器圧力 0.005 MPa 、タービン入口蒸気条件 5 MPa, 500 ℃ のもとで、タービン内のエンタルピー落差が等間隔になるように抽気点を決めると、抽気圧力は 1.7139 MPa、0.4163 MPa、0.05995 MPa となり、表 2 の蒸気条件が求まる。また、対応する T-s 線図を図 4 に示す。計算に際して、配管での圧損やタービンでの損失等の非可逆損失を無視している。

図 3  3段抽気再生ランキンサイクルの構成(混合形)
図 4  3段抽気再生ランキンサイクルの T-s 線図(混合形)

|    | 圧力 p  | 温度 T | かわき度 x | 比エンタルピー h | 比エントロピー s |
| -- | ------- | ------ | ---------- | ---------------- | ---------------- |
|    | MPa     | ℃      | ---        | kJ/kg            | kJ/(kg K)        |
| HT | 5.0     | 500.00 | (過熱蒸気) | 3433.661         | 6.97702          |
| H1 | 1.7139  | 333.02 | (過熱蒸気) | 3107.077         | 6.97702          |
| H2 | 0.4163  | 163.40 | (過熱蒸気) | 2780.493         | 6.97702          |
| H3 | 0.05995 | 85.93  | 0.9130     | 2453.908         | 6.97702          |
| hC | 0.005   | 32.90  | 0.8208     | 2127.324         | 6.97702          |
| hC | 0.005   | 32.90  | 0          | 137.772          | 0.47626          |
| h3 | 0.05995 | 85.93  | 0          | 359.836          | 1.14519          |
| h2 | 0.4163  | 145.07 | 0          | 610.888          | 1.79125          |
| h1 | 1.7139  | 204.70 | 0          | 873.645          | 2.37501          |

| 段        | 計算式 | 計算結果                      |
| --------- | --- | ----------------------------- |
| 1         | {\displaystyle m_{1}={\frac {h_{1}-h_{2}}{H_{1}-h_{2}}}}                                                    | {\displaystyle m_{1}=0.10526} |
| 2         | {\displaystyle m_{2}={\frac {(1-m_{1})(h_{2}-h_{3})}{H_{2}-h_{2}}}}                                         | {\displaystyle m_{2}=0.09280} |
| - - - - - | - - - - -                                                                                                   |                               |
| i         | {\displaystyle m_{i}={\frac {(1-\sum _{k=1}^{i-1}m_{k})(h_{i}-h_{i+1})}{H_{i}-h_{i}}}}                      |                               |
| - - - - - | - - - - -                                                                                                   |                               |
| 最終 N    | {\displaystyle m_{N}={\frac {(1-\sum _{k=1}^{N-1}m_{k})(h_{N}-h_{C})}{H_{N}-h_{N}}}}                        | {\displaystyle m_{3}=0.07689} |
| 熱効率    | {\displaystyle \eta =1-{\frac {(1-m)(H_{C}-h_{C})}{H_{T}-h_{1}}}} 、 {\displaystyle m=\sum _{k=1}^{N}m_{k}} | {\displaystyle \eta =0.43651} |

各段の抽気量 m1、m2、 m3
および熱効率 η の計算式および計算結果を表 3 に示す。
また、図 2 のように、タービン流入量 1kg あたりのボイラ加熱量、復水器放熱量およびタービン仕事が面積に一致するようにサイクル図を補正すると、図 4 の赤の破線のようになり、閉曲線 {\displaystyle {\overline {a_{C}b_{3}a_{3}b_{2}a_{2}b_{1}h_{1}H_{T}H_{1}H_{2}H_{3}H_{C}a_{C}}}} がそのサイクルを表す。

### 表面形給水加熱器を用いた多段抽気再生サイクル
最低圧段に混合形給水加熱器を用い、その他を表面形給水加熱器とした3段抽気再生サイクルの構成例を図 5 に示す。この場合は、給水ポンプは 2 段であり、最初の復水ポンプ CP で抽気 H3 の圧力まで加圧して 混合形給水加熱器 E3 で加熱し、その後、2 段目の給水ポンプ P でボイラ圧力まで加圧して、2 つの表面形給水加熱器 E2、E1 で加熱してボイラへ給水する。
給水加熱器 E2、E1 では抽気の圧力はそれぞれ異なっているが、伝熱管内を流れる給水の圧力は抽気よりも高いボイラ圧となっている。高圧の抽気 H1 は E1 で給水を加熱してその圧力の飽和水 h1 となった後、絞り弁を通して減圧し(等エンタルピー変化)、湿り蒸気 h1x となって E2 へ入る。E2 では湿り蒸気 h1x と抽気 H2 で給水を加熱し、飽和水 h2 となって E2を出る。E2 を飽和水となって出た抽気は、更に絞り弁で減圧して湿り蒸気 h2x となって、次の混合形給水加熱器 E3 に入り、新たな抽気 H3 と共に、復水ポンプで送られてきた給水にすべて混合される。
この構成による抽気量と熱効率の計算式を表 4 に示す。表面形給水加熱器を用いた場合、出口の給水温度は加熱器の構造と性能に依存するが、表中では E1 出口の比エンタルピーを hf1、E2 出口の比エンタルピーを hf2 として示している。

図 5  3段抽気再生ランキンサイクルの構成(表面形)
図 6  3 段抽気再生ランキンサイクルの T-s 線図(表面形)

| 段        | 計算式 | 計算結果                      |
| --------- | --- | ----------------------------- |
| 1         | {\displaystyle m_{1}={\frac {h_{f1}-h_{f2}}{H_{1}-h_{1}}}}                                                   | {\displaystyle m_{1}=0.11689} |
| 2         | {\displaystyle m_{2}={\frac {h_{f2}-h_{f3}-m_{1}(h_{1}-h_{2})}{H_{2}-h_{2}}}}                                | {\displaystyle m_{2}=0.10290} |
| - - - - - | - - - - - |                               |
| i         | {\displaystyle m_{i}={\frac {h_{fi}-h_{f,i+1}-(\sum _{k=1}^{i-1}m_{k})(h_{i-1}-h_{i})}{H_{i}-h_{i}}}}        |                               |
| - - - - - | - - - - - |                               |
| 最終 N    | {\displaystyle m_{N}={\frac {h_{N}-h_{C}-(\sum _{k=1}^{N-1}m_{k})(h_{N-1}-h_{C})}{H_{N}-h_{C}}}}             | {\displaystyle m_{3}=0.05098} |
| 熱効率    | {\displaystyle \eta =1-{\frac {(1-m)(H_{C}-h_{C})}{H_{T}-h_{f1}}}} 、 {\displaystyle m=\sum _{k=1}^{N}m_{k}} | {\displaystyle \eta =0.43327} |

表 4 には混合形と同じ表 2 の蒸気条件での計算結果を示す。また、このサイクルの T-s 線図を図 6 に示す。面積がタービン流量 1kg あたりの熱量と仕事が面積で表されるように、この抽気量を用いて補正したサイクルは、図 6 の閉曲線 {\displaystyle {\overline {a_{C}b_{3}a_{3}b_{2}a_{2}b_{1}h_{1}H_{T}H_{1}H_{2}H_{3}H_{C}a_{C}}}} となる。
表面形給水加熱器の構造は、伝熱管内のサブクール水を過熱蒸気の抽気で管外より加熱する多管円筒形(シェル&チューブ形)熱交換器が一般的である。
管内の給水は通常の条件では凝縮する抽気の飽和温度程度まで加熱できるので、最低限 {\displaystyle h_{f1}\simeq h_{1}}、{\displaystyle h_{f2}\simeq h_{2}} となることが期待できる。
表 2 および 図 6 は、この条件での計算結果を示している。混合形の場合に比べて抽気量が高圧側でやや多く、低圧側でやや少なくなるが、熱効率はほぼ同じである。
給水加熱器を対向流形熱交換器とし、過熱蒸気の抽気で給水の出口部を加熱する構造にすれば、給水の温度を抽気の飽和温度以上に上げることができ、熱効率がさらに良くなることが期待できる。

## 再生ブレイトンサイクル
(ブレイトンサイクルの項を参照。)